# August 2021
Portal Geschichte | Portal Biografien | Aktuelle Ereignisse | Jahreskalender | Tagesartikel

◄ |
20. Jahrhundert |
21. Jahrhundert

◄ |
1990er |
2000er |
2010er |
2020er
| 2030er | 2040er

◄ |
2017 |
2018 |
2019 |
2020 |
2021
| 2022 | 2023 | 2024 | 2025 | ►

◄ |
Mai 2021 |
Juni 2021 |
Juli 2021 |
August 2021 |
September 2021 |
Oktober 2021 |
November 2021 |
►
Dieser Artikel behandelt tagesbezogene Nachrichten und Ereignisse im August 2021.

## Tagesgeschehen

### Sonntag, 1. August 2021
- Frankfurt/Deutschland: Hansi Flick tritt die Nachfolge von Joachim Löw als Trainer der Fußballnationalmannschaft an.
- Naypyidaw/Myanmar: Machthaber Min Aung Hlaing verlängert den Ausnahmezustand bis August 2023. Zu diesem Zeitpunkt würden auch Wahlen stattfinden. Unterdessen gehen die Proteste gegen das Militär seit dessen Putsch vor einem halben Jahr weiter.[1]
- New York City/Vereinigte Staaten: Christian Schmidt folgt auf Valentin Inzko als Hoher Repräsentant für Bosnien und Herzegowina.
- Paradise/Vereinigte Staaten: Im Allegiant Stadium findet das Endspiel des CONCACAF Gold Cups statt.

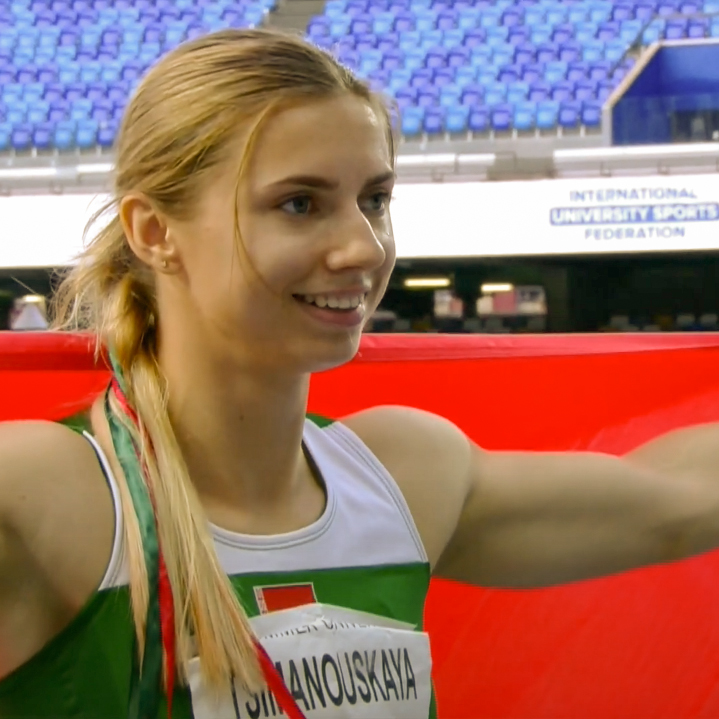
Kryszina Zimanouskaja (2019)

- Kryszina Zimanouskaja (2019)Tokio/Japan: Die belarussische Sprinterin Kryszina Zimanouskaja gibt bekannt, dass sie während der Olympischen Sommerspiele aufgrund öffentlich geäußerter Kritik an Sportfunktionären ihres Landes gegen ihren Willen aus Tokio zurück nach Minsk verbracht werden sollte und ersucht um Schutz durch die Tokioter Polizei.[2] Daraufhin erhält sie ein humanitäres Visum für Polen und kann in den Folgetagen dorthin ausreisen.
- Wellington/Neuseeland: In einer Rede äußert Premierministerin Jacinda Ardern Bedauern über den Umgang mit Einwanderern aus pazifischen Inselstaaten in den 1970er Jahren.[3]

### Montag, 2. August 2021
- Steyr/Österreich: Im Rahmen der Verleihung des Österreichischen Musiktheaterpreises werden die Salzburger Festspiele in fünf Kategorien ausgezeichnet, unter anderem mit dem Sonderpreis für Courage und Ermutigung in der Pandemie.[4][5]
- Wilhelmshaven/Deutschland: Die Fregatte Bayern läuft zu einer Mission in den Indopazifik aus.[6]

### Dienstag, 3. August 2021

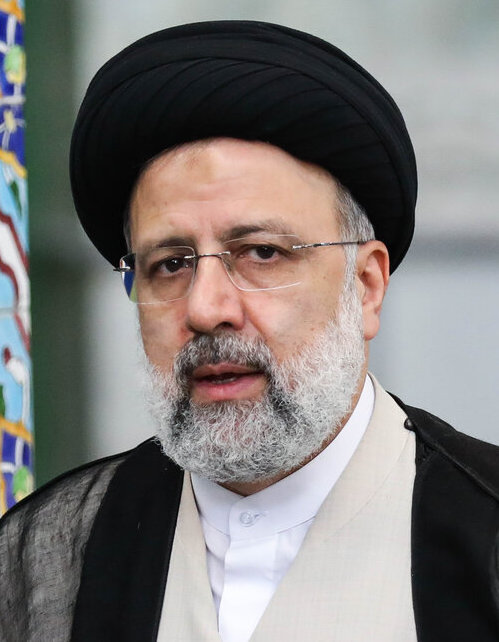
Ebrahim Raisi (2021)

- Kabul/Afghanistan: Bei der Explosion einer Autobombe in der afghanischen Hauptstadt werden mindestens 13 Personen getötet und 20 verletzt. Die Bombe explodiert in der Nähe des Gästehauses des amtierenden Verteidigungsministers, wo mehrere Politiker zu Beratungen über eine Gegenoffensive gegen den Vormarsch der Taliban im Norden Afghanistans zusammenkommen. Die Taliban bekennen sich zu der Terrorattacke.[7]
- Teheran/Iran: Ebrahim Raisi tritt die Nachfolge von Hassan Rohani als Staatspräsident des Landes an.

### Mittwoch, 4. August 2021
- Milavče/Tschechien: Bei einem Eisenbahnunfall kommen mehrere Menschen ums Leben.

### Donnerstag, 5. August 2021
- Berlin/Deutschland: Der Bundeswahlausschuss entscheidet, dass der saarländische Landesverband von Bündnis 90/Die Grünen mit seiner Liste nicht an der kommenden Bundestagswahl teilnehmen darf. Um nach innerparteilichen Differenzen das parteiinterne Frauenstatut zu wahren, sollte unbedingt eine Frau an der Spitze der Liste stehen, womit eine zweite Listenaufstellung notwendig wurde. Zu dieser sind Delegierte eines Ortsverbandes, der unter der Führung des ursprünglichen Spitzenkandidaten stand, nach einer Entscheidung des Bundesgeschiedsgerichts der Partei ausgeschlossen worden, was nach Meinung von Landes- und Bundeswahlleitung eine Verletzung des Demokratieprinzips darstellt, da die ausgeschlossenen Delegierten ein Drittel der Versammlungsmitglieder darstellten und die Listenaufstellung entscheidend hätten beeinflussen können.[8]
- Ketchikan/Vereinigte Staaten: In Alaska kommen beim Absturz eines Wasserflugzeugs vom Typ De Havilland Canada DHC-2 Beaver während eines Rundfluges der Pilot und fünf Passagiere des Kreuzfahrtschiffes Nieuw Amsterdam ums Leben.
- Barcelona/Spanien Der FC Barcelona gibt bekannt, dass Lionel Messi keinen weiteren Vertrag bekommt und den Verein somit verlassen wird. Es endet eine 16-Jährige Ära.

### Freitag, 6. August 2021

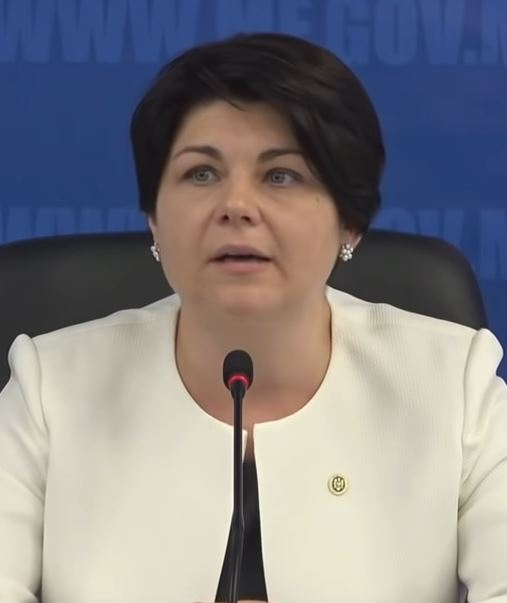
Natalia Gavrilița (2019)

- Chișinău/Moldawien: Das moldawische Parlament akzeptiert den Vorschlag von Präsidentin Maia Sandu und wählt Natalia Gavrilița zur Regierungschefin.[9]
- Suva/Fidschi: Das Pacific Islands Forum begeht den 50. Jahrestag der Gründung seiner Vorgänger-Organisation. Bei einem online abgehaltenen Gipfeltreffen ist der von Fidschis Premierminister Frank Bainimarama eingeladene US-Präsident Joe Biden als Teilnehmer zu Gast. Die Staaten der Region Mikronesien werden aufgerufen, sich erneut dem Forum anzuschließen. Stärker ausgeprägter Regionalismus führte zu deren Austritt und damit zur größten Krise seit Bestehen des Pacific Islands Forums.[10]

### Samstag, 7. August 2021
- Hamhŭng/Nordkorea: Nach Berichten des staatlichen Fernsehsenders KCTV führt extremer Regen zu Überschwemmungen. Besonders getroffen ist die Provinz Hamgyŏng-namdo, wo Häuser zerstört werden und weite Teile der landwirtschaftlichen Nutzfläche unter Wasser stehen. Rund 5.000 Personen mussten evakuiert werden.[11]
- Jakutsk/Russland: Die Waldbrände in Russland weiten sich weiter aus. Rund 250 verschiedene Feuer werden gezählt. Besonders betroffen ist die Republik Sacha (Jakutien). In insgesamt acht Regionen ist der Ausnahmezustand ausgerufen worden. Ursache für die Waldbrände ist eine Hitzewelle.[12]

### Sonntag, 8. August 2021
- Gao/Mali: Bei islamistischen Attacken werden mindestens 51 Zivilisten getötet, als zeitgleich drei Dörfer in der Region Gao am Abend angegriffen werden.[13]
- Kabul/Afghanistan: Im Krieg in Afghanistan nehmen nach dem Ende der NATO-Mission Resolute Support die Taliban die Provinzhauptstädte Sarandsch, Scheberghan, Sar-i Pul, Kundus, Taloqan, Aybak und Farah innerhalb weniger Tage ein.[14]
- Pemba/Mosambik: Mit ruandischer Hilfe ringen Truppen der mosambikanischen Streitkräfte islamistische Milizen in der strategisch wichtigen Hafenstadt Mocímboa da Praia in der Provinz Cabo Delgado nieder und befreien die Stadt.[15]
- Tokio/Japan: Mit der Abschlussfeier gehen die Olympischen Sommerspiele zu Ende.

### Montag, 9. August 2021
- Genf/Schweiz: Der Zwischenstaatliche Ausschuss der Vereinten Nationen zum Klimawandel („Weltklimarat“) stellt den ersten Abschnitt seines Sechsten Sachstandsberichts vor. Er aktualisiert den Stand der naturwissenschaftlichen Erkenntnisse zum Klimawandel seit dem letzten Bericht.[16]

### Dienstag, 10. August 2021
- Addis Abeba/Äthiopien: Premierminister Abiy Ahmed ruft die Bevölkerung auf, das äthiopische Militär im Kampf um die nördliche Region Tigray zu unterstützen.[17]
- Albany/Vereinigte Staaten: Der Gouverneur des Bundesstaates New York, Andrew Cuomo, erklärt nach Vorwürfen der sexuellen Belästigung seinen Rücktritt.
- Tizi Ouzou/Algerien: Bei Löschversuchen ausgebrochener Busch- und Waldbrände in der Kabylei kommen 25 eingesetzte Soldaten ums Leben.[18]
- Vilnius/Litauen: Im Rahmen des Taiwan-Konfliktes zieht die Volksrepublik China ihren Botschafter aus Litauen ab und fordert zugleich den litauischen Botschafter in der Volksrepublik auf, das Land zu verlassen. Hintergrund ist, dass Taiwan kurz zuvor eine eigene Auslandsvertretung unter dem Namen „Taiwanesisches Vertretungsbüro in Litauen“ in der litauischen Hauptstadt Vilnius eröffnete.[19]

### Mittwoch, 11. August 2021
- Beirut/Libanon: Die libanesische Zentralbank führt einen Kreditrahmen für den Import von Erdöl ein, der sich an Preisen des Weltmarktes orientiert. Faktisch endet damit eine Subvention des Ölpreises, was zu stark steigenden Treibstoffpreisen führt.[20]
- Buka/Papua-Neuguinea: Der Präsident der autonomen Region Bougainville, Ishmael Toroama, erklärt, um die nach dem nicht-bindenden Referendum 2019 angestrebte Unabhängigkeit von Papua-Neuguinea vollständig erlangen zu können, brauche es als notwendigen Schritt eine ganzheitliche Vorgehensweise.[21]
- Tripolis/Libyen: Militärkräfte Libyens erlassen einen Vollstreckungsbefehl zur Inhaftierung von Saif al-Islam al-Gaddafi, dem Sohn des früheren Diktators und potentiellen Kandidaten für die nächsten Wahlen, aufgrund von Verstrickungen zum Militärunternehmen Gruppe Wagner, das in Libyen General Haftar unterstützt.[22]

### Donnerstag, 12. August 2021

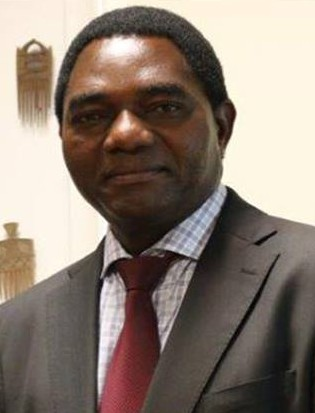
Hakainde Hichilema (2014)

- Ankara/Türkei: Nach gewaltsamen Ausschreitungen gegen syrische Flüchtlinge besonders im Bezirk Altindag in Ankara werden über 100 Personen festgenommen.[23]
- Lusaka/Sambia: Bei den allgemeinen Wahlen setzt sich für das Amt des Präsidenten Oppositionsführer Hakainde Hichilema im sechsten Anlauf durch und ist gegen Amtsinhaber Edgar Lungu erfolgreich. Vor dem Wahlgang gab es gewaltsame Auseinandersetzungen zwischen Anhängern der beiden Lagern, woraufhin Lungu das Militär entsandte – dieser Schritt wurde von Kritikern als Einschüchterungsversuch gewertet.[24]

### Freitag, 13. August 2021
- Kabul/Afghanistan: Bei ihrem Eroberungsfeldzug gegen die afghanischen Streitkräfte nehmen die Taliban weitere Provinzhauptstädte ein, darunter mit Herat und Kandahar die zweit- und drittgrößte Stadt des Landes. 18 der 34 Provinzhauptstädte werden nun von den Taliban kontrolliert. Norwegen, Deutschland und die Vereinigten Staaten geben bekannt, ihr jeweiliges Botschaftspersonal in Kabul zu reduzieren. Letztere entsenden zu diesem Zweck darauf rund 5.000 Soldaten.[25][26]
- Mönchengladbach/Deutschland: Beginn des ersten Spieltags der Saison 2021/22 der Fußball-Bundesliga

### Samstag, 14. August 2021
- Halba/Libanon: Bei der Explosion eines Treibstofftanks im Gouvernement Akkar kommen mindestens 28 Personen ums Leben, 79 weitere werden verletzt. Die Behandlung der Verletzten mit schwersten Verbrennungen müsse im Ausland erfolgen, da der Libanon nicht über die benötigte Behandlungsausrüstung verfüge, so Gesundheitsminister Hamad Hassan.[27]
- Kabul/Afghanistan: Bei ihrem Vormarsch nehmen die Taliban weitere Provinzhauptstädte ein, darunter Masar-e Scharif, und rücken in die Vororte und Außenbezirke von Kabul vor. Westliche Staaten evakuieren ihr Botschaftspersonal aus Kabul.[28][29]
- Les Cayes/Haiti: Um 8:29 Uhr Ortszeit kommt es zu einem schweren Erdbeben in Haiti. Das Beben der Stufe IX auf der Modifizierten Mercalliskala (7,2 MW) fordert über 2.100 Menschenleben, über 12.000 Personen werden verletzt. 7.000 Wohnhäuser sind zerstört, viele weitere auch funktionale Gebäude wie Büros, Krankenhäuser, Schulen und Kirchen, sind beschädigt.[30][31][32]
- Locarno/Schweiz: Letzter Tag des Filmfestivals
- Summit Camp/Grönland: Erstmals seit Beginn der Wetteraufzeichnungen gehen Niederschläge auf dem Summit, dem Gipfel des  Grönländischen Eisschildes, als Regen nieder.[33]

### Sonntag, 15. August 2021
- Kabul/Afghanistan: Die Taliban übernehmen widerstandslos die Provinzhauptstadt Dschalalabad, rücken in Kabul ein und besetzen dort den Präsidentenpalast. Die afghanische Regierung bricht zusammen.[34][35] Zuvor räumt Präsident Aschraf Ghani die militärische Niederlage ein und stimmt einem Koordinierungsrat für die friedliche Machtübernahme zu, welchem auch der frühere Präsident Hamid Karzai angehören soll.[36][37] Präsident Aschraf Ghani und sein Vize Amrullah Saleh flüchten, der erste ins Ausland, mutmaßlich nach Tadschikistan, der zweite in das Pandschschir-Tal, um unnötiges Blutvergießen zu vermeiden und nicht mit den Taliban zusammenarbeiten zu müssen.[38] Taliban-Sprecher Mohammed Naeem erklärt den Afghanistan-Krieg für beendet und ersucht um friedvolle Beziehungen mit der internationalen Gemeinschaft. Dazu sind erste Kommunikationskanäle geöffnet worden. Die Taliban möchten nicht in Isolation leben, ihr Regierungssystem würde in der nächsten Zeit klarer werden. Menschenrechte, insbesondere die der Frauen und Mädchen, würden geachtet. Er verspricht Sicherheit für Zivilisten und Angehörige internationaler diplomatischer Missionen.[39]
- New York City/Vereinigte Staaten: Der Generalsekretär der Vereinten Nationen, António Guterres, ruft nach der Machtübernahme der Taliban diese dazu auf, die Rechte der Menschen, insbesondere die der Frauen und Mädchen, zu achten.[40]

### Montag, 16. August 2021
- Kuala Lumpur/Malaysia: Der malaysische Premierminister Muhyiddin Yassin und sein Kabinett treten nach dem Verlust der parlamentarischen Mehrheit zurück.[41]
- Niamey/Niger: Niger verkündet eine zweitägige Staatstrauer, nachdem bewaffnete Rebellen 37 Zivilisten im Dorf Darey-Daye in der Region Tillabéri in einem Massaker ermordet haben.[42]

### Dienstag, 17. August 2021
- Bad Neuenahr-Ahrweiler/Deutschland: Der nach dem Hochwasser in Rheinland-Pfalz in die Kritik geratene Landrat des Landkreises Ahrweiler, Jürgen Pföhler (CDU), wird nach Darstellung der CDU-Kreistagsfraktion sein Amt nicht mehr ausüben. Die Staatsanwaltschaft Koblenz ermittelt gegen Pföhler wegen des Verdachts auf fahrlässige Tötung und fahrlässige Körperverletzung durch Unterlassen.
- Kabul/Afghanistan: In der ersten Pressekonferenz seit ihrer faktischen Machtübernahme im Emirat Afghanistan verkündet Taliban-Sprecher Sabiullah Mudschahid eine Generalamnestie für Mitarbeiter ausländischer Sicherheitskräfte wie Übersetzer und selbst Soldaten, die in der Vergangenheit mit ihnen gekämpft haben. Die Sicherheit der Stadt Kabul und der Botschaften sei gewährleistet. Rechte von Frauen würden im Rahmen der Scharia gewahrt werden. Medieninhalte sollen parteipolitisch neutral im Einklang mit Werten des Islam sein. Der Anbau und Schmuggel von Drogen soll beendet werden. Die internationale Gemeinschaft werde um Unterstützung für alternativen Nutzpflanzenanbau ersucht.[43] Aus seinem Rückzugsort in der Provinz Pandschschir erklärt sich der bisherige Vizepräsident Amrullah Saleh zum legalen Übergangspräsidenten der Islamischen Republik Afghanistan.[44] Ahmad Massoud, Politiker und Sohn des Nationalhelden Ahmad Schah Massoud, erklärt dieselbe Region zum Oppositionsgebiet der Taliban, sammelt dort Truppenteile der afghanischen Streitkräfte und hisst die Flagge der Nordallianz.[45]

### Mittwoch, 18. August 2021
- Dschalalabad/Afghanistan: Bei Demonstrationen gegen die faktische Machtübernahme der Taliban werden drei Demonstranten bei Schießereien getötet und zwölf weitere verwundet.[46]
- Ouagadougou/Burkina Faso: Bei verschiedenen islamistischen Attacken im Norden von Burkina Faso werden Dutzende Personen getötet.[47]

### Donnerstag, 19. August 2021
- Kabul/Afghanistan: Die Taliban rufen offiziell das Islamische Emirat Afghanistan aus. Neuer Emir mit dem Titel Befehlshaber der Gläubigen und damit Machthaber ist Taliban-Führer Hibatullah Achundsada.[48]
- Yaoundé/Kamerun: Bei gewaltsamen Auseinandersetzungen zwischen Viehhirten vom Stamm der Choa Arab und Fischer der Ethnie Musgum im Norden Kameruns werden in 19 Dörfern insgesamt 32 Personen getötet.[49]

### Freitag, 20. August 2021
- Kabul/Afghanistan: Berichten der Vereinten Nationen zufolge gehen Taliban-Kämpfer gezielt auf die Suche nach Oppositionellen und Journalisten von Haus zu Haus. Die Sorge wachse, dass Rache genommen würde.[50][51]
- Kuala Lumpur/Malaysia: König Abdullah Shah ernennt Ismail Sabri Yaakob zum neuen Premierminister.[52]
- Moskau/Russland: Bei ihrem Abschiedsbesuch bei Präsident Wladimir Putin fordert Bundeskanzlerin Angela Merkel die Freilassung des Oppositionellen Alexei Nawalny.[53]

### Samstag, 21. August 2021

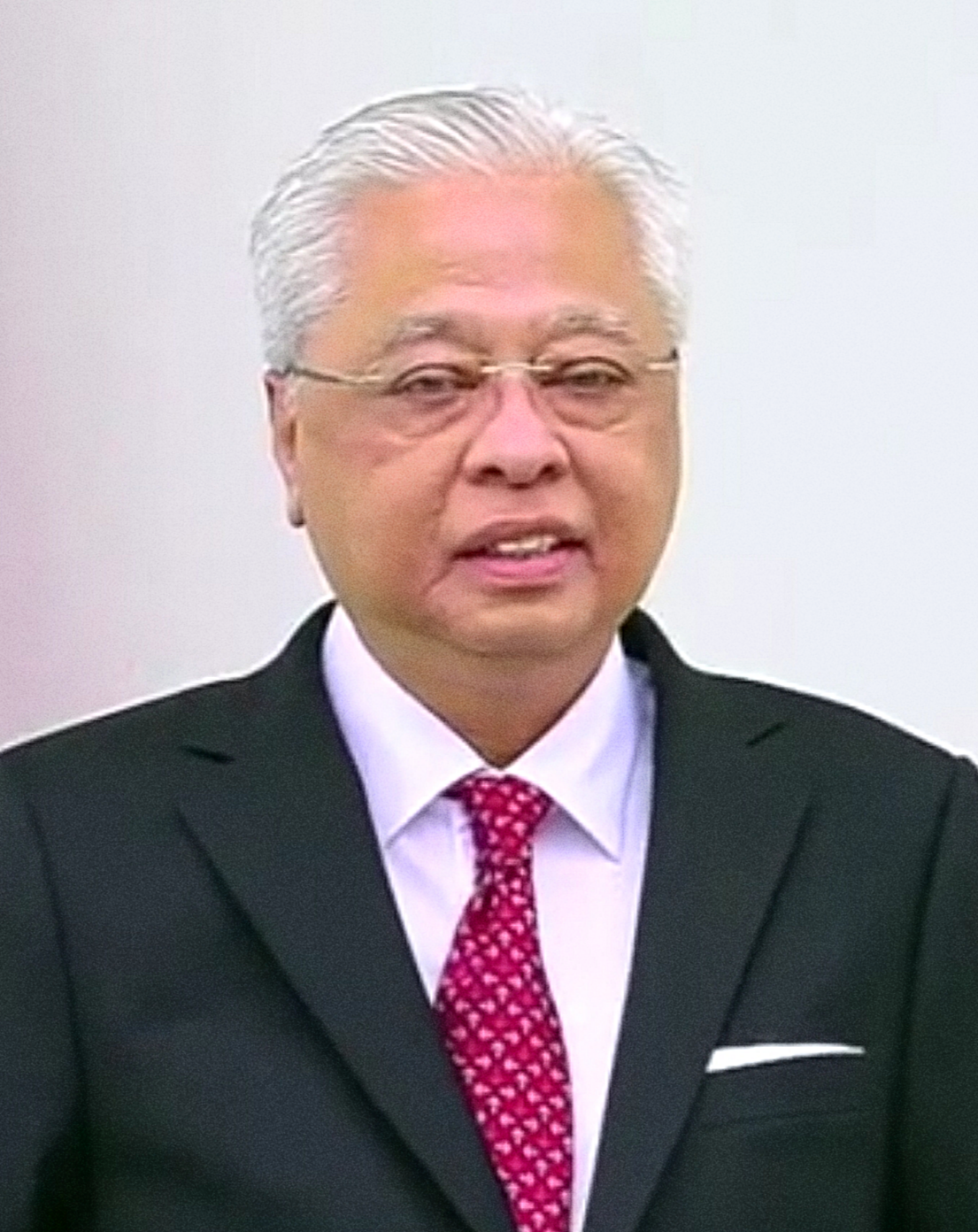
Ismail Sabri Yaakob

- Brüssel/Belgien: EU-Kommissionspräsidentin Ursula von der Leyen bekräftigt, dass die Europäische Union die Taliban nicht als neue Machthaber in Afghanistan anerkannt habe und keine politischen Gespräche mit ihnen geführt würden.[54]
- Kuala Lumpur/Malaysia: Ismail Sabri Yaakob wird als neunter Premierminister vereidigt.[55]
- Lhasa/China: Die weltweit am höchsten gelegene Schnellstraße zwischen Lhasa und Nagqu in Tibet wird eröffnet.[56]

### Sonntag, 22. August 2021
- Berlin/Deutschland: BILD TV nimmt seinen Sendebetrieb auf.
- Kabul/Afghanistan: Ahmad Massoud, einer der politischen Führer des Widerstandes im Pandschschir-Tal gegen die Taliban, lehnt eine Kapitulation gegenüber den Taliban ab und bekräftigt, dass ein Krieg unvermeidbar sei, sollten sich die Taliban einem Dialog über die Bildung einer umfassenden Regierung verweigern.[57]
- Nashville/Vereinigte Staaten: Bei durch rekordverdächtige Niederschlagsmengen verursachten Überschwemmungen in Tennessee kommen 21 Personen ums Leben, 20 weitere werden vermisst.[58]

### Montag, 23. August 2021
- Nouméa/Neukaledonien: Befürworter und Gegner starten ihre jeweiligen Kampagnen zum geplanten Unabhängigkeitsreferendum im Dezember.[59]
- Tunis/Tunesien: Trotz internationalem Druck verlängert Präsident Kais Saied die Suspendierung des Parlaments bis auf Weiteres.[60]
- Warschau/Polen: Aufgrund massiv angestiegener illegaler Grenzübertritte von Belarus nach Polen verstärkt das Verteidigungsministerium die Zahl seiner Sicherheitskräfte an der gemeinsamen Grenze. Ein Beschluss sieht den Bau eines 508 Kilometer langen Grenzzaunes vor.[61]

### Dienstag, 24. August 2021

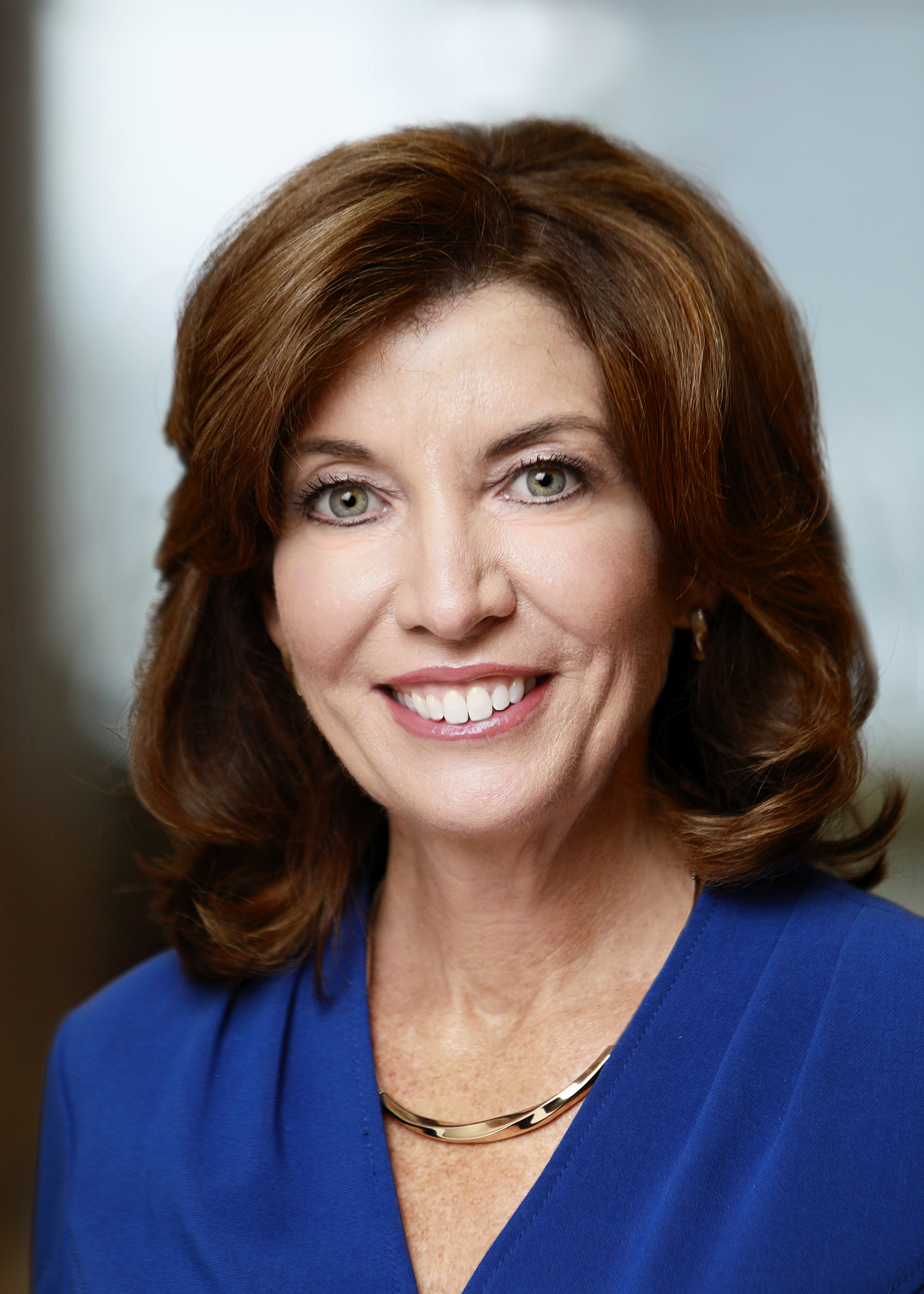
Kathy Hochul

- Albany/Vereinigte Staaten: Kathy Hochul tritt die Nachfolge von Andrew Cuomo als Gouverneurin des Bundesstaates New York an.
- Lusaka/Sambia: Der bisherige Oppositionsführer Hakainde Hichilema wird als siebter Präsident Sambias vereidigt.[62]
- Tokio/Japan: Beginn der Sommer-Paralympics (bis 5. September)

### Mittwoch, 25. August 2021
- Diffa/Niger: Bei einem bewaffneten Überfall durch Hunderte militante Anhänger von Boko Haram auf einen Militärposten in der Region Diffa werden 16 Soldaten getötet und neun weitere verwundet. Im folgenden Gefecht kommen 50 Islamisten ums Leben.[63]

### Donnerstag, 26. August 2021
- Istanbul/Türkei: Auslosung der Gruppenphase der UEFA Champions League
- Kabul/Afghanistan: Zwei Terrorattacken am Flughafen Kabul durch mutmaßliche Selbstmordattentäter durch Vertreter der Terrororganisation Islamischer Staat und vier Explosionen führen zu mindestens 170 Getöteten, mehrheitlich afghanische Staatsbürger, jedoch auch 13 US-Soldaten.[64][65]
- Odessa/Ukraine: Bei Bauarbeiten für die geplante Erweiterung des Flughafens Odessa wird ein Massengrab mit 5000 bis 8000 Skeletten aus der Zeit der Stalinschen Säuberungen in den 1930er Jahren entdeckt.[66]
- South Tarawa/Kiribati: Kiribati bestätigt seine Entscheidung für einen Austritt aus dem Pacific Islands Forum, obwohl mehrere ozeanische Staaten zum Verbleib aufgerufen hatten.[67]

### Freitag, 27. August 2021
- Hoffenheim/Deutschland: Beginn des ersten Spieltags der neuen Saison der Flyeralarm-Frauen-Fußball-Bundesliga
- Istanbul/Türkei: Auslosung der Gruppenphase der UEFA Europa League
- Kabul/Afghanistan: Die Taliban berufen mit Khalil Haqqani einen von den Vereinigten Staaten als Terrorist mit einer Kopfprämie von 5 Millionen US-Dollar Gesuchten als Sicherheitschef der Hauptstadt Kabul.[68]
- Lima/Peru: Der Kongress billigt mit 73 zu 50 Stimmen den Kabinettsvorschlag von Präsident Pedro Castillo.[69]
- Marl/Deutschland: Verleihung der Grimme-Preise
- Wien/Österreich: Der frühere Vizekanzler Heinz-Christian Strache wird vom Wiener Landesgericht wegen Bestechlichkeit aufgrund eines Gesetzkaufes zu 15 Monaten Haft verurteilt, die zur Bewährung ausgesetzt wird. Strache hatte dem befreundeten Eigentümer einer Privatklinik zu einer vorteilhaften Gesetzesänderung verholfen, dafür gingen Spenden an die Partei FPÖ ein, deren Vorsitz damals Strache innehatte. Das Urteil ist noch nicht rechtskräftig.[70]

### Samstag, 28. August 2021
- München/Deutschland: Marilyn Douala Bell, Toshio Hosokawa und Wen Hui erhalten die Goethe-Medaille verliehen.
- Münster/Deutschland: Alexis Tsipras, Zoran Zaev und Plant-for-the-Planet werden mit dem Internationalen Preis des Westfälischen Friedens ausgezeichnet.
- Murcia/Spanien: Aus Protest gegen ein erneutes Massensterben der Fauna in der spanischen Mar Menor umarmen 70.000 Menschen Europas größte Salzwasserlagune symbolisch.[71]

### Sonntag, 29. August 2021
- Aden/Jemen: Bei einer Attacke von Huthi-Rebellen auf die größte Militärbasis der von Saudi-Arabien unterstützten Koalitionstruppen im Gouvernement Lahidsch werden mindestens 30 Soldaten getötet und 60 verwundet.[72]
- Nürnberg/Deutschland: Nils Politt gewinnt die Deutschland Tour.
- São Tomé/São Tomé und Príncipe: Stichwahl der Präsidentschaftswahlen[73]

### Montag, 30. August 2021
- New York City/Vereinigte Staaten: Beginn der US Open (bis 12. September)
- Nairobi/Kenia: Das UN-Umweltprogramm gibt nach 100 Jahren das weltweite Ende von verbleitem Benzin bekannt. Die letzten Vorräte wurden im Juli in Algerien aufgebraucht.[74]
- Kabul/Afghanistan: Mit dem Abzug der letzten Soldaten aus Afghanistan endet für die USA nach fast 20 Jahren der längste Krieg ihrer Geschichte; das letzte US-Militärflugzeug verlässt eine Minute vor Mitternacht (Ortszeit) den Kabuler Flughafen.[75]
- Berlin/Deutschland: Sieben junge Menschen beginnen mit dem Hungerstreik der letzten Generation und fordern von den drei Kanzlerkandidaten vor der Bundestagswahl 2021 ein öffentliches Gespräch über Klimagerechtigkeit und das Einsetzen eines Bürgerrats.[76][77]

### Dienstag, 31. August 2021
- Calgary/Kanada: Endspiel der Eishockey-WM der Frauen
- Tallinn/Estland: Alar Karis wird zum Staatspräsidenten gewählt.